# After the War (альбом)
After the War (с англ. — «После войны») — седьмой студийный альбом ирландского гитариста и певца Гэри Мура, выпущенный в 1989 году.

## Об альбоме
Как и его предшественник Wild Frontier, After the War содержит элементы кельтской музыки. Инструментальная композиция «Dunluce» названа в честь замка Данлюс в Северной Ирландии.
На «Led Clones» партию вокала исполняет Оззи Осборн, с которым Мур работал до того, как певец начал сотрудничать с Рэнди Роудсом. Эта песня высмеивает такие группы, как Kingdom Come, которые были популярны в то время и основывались на звучании и имидже Led Zeppelin. «Эта песня была очень весёлой, — вспоминал Оззи, — и для меня было честью записать её вместе с Гэри». Фронтмен группы The Sisters of Mercy Эндрю Элдрич исполняет бэк-вокал на песнях «After the War», «Speak for Yourself» и «Blood of Emeralds». Мур вновь отдаёт дань памяти своего давнему другу и коллеге, Филу Лайнотту на треке «Blood of Emeralds».
After the War станет последней работой Мура в стилистике мейнстимовского хард-рока, а также его последним рок-альбомом до 1997 года Dark Days in Paradise. Начиная со своего следующего альбома, Still Got the Blues, он в первую очередь переключится на игру блюза.
Хотя Кози Пауэлл играл на барабанах в альбоме, он был заменён Крисом Слейдом для тура, так как он собирался гастролировать с Black Sabbath, в поддержку их альбома Headless Cross, где он также играл на барабанах.

## Список композиций
Автором композиций (если не указано иное) является Гэри Мур.

### Навиниловой пластинке
Сторона 1
1. After the War — 4:17
2. Speak for Yourself (Гэри Мур, Нейл Картер) — 3:42
3. Livin' on Dreams — 4:14
4. Led Clones (Гэри Мур, Нейл Картер) — 6:07

Сторона 2
1. The Messiah Will Come Again (instrumental) (Рой Бьюкенен) — 7:29
2. Running from the Storm — 4:45
3. This Thing Called Love — 3:22
4. Ready for Love — 5:39
5. Blood of Emeralds (Гэри Мур, Нейл Картер) — 8:19

### Накомпакт-диске
1. Dunluce Pt. 1 (instrumental) — 1:17
2. After the War — 4:17
3. Speak for Yourself (Гэри Мур, Нейл Картер) — 3:42
4. Livin' on Dreams — 4:14
5. Led Clones (Moore, Carter) — 6:07
6. The Messiah Will Come Again (instrumental) (Рой Бьюкенен) — 7:29
7. Running from the Storm — 4:45
8. This Thing Called Love — 3:22
9. Ready for Love — 5:39
10. Blood of Emeralds (Гэри Мур, Нейл Картер) — 8:19
11. Dunluce Pt. 2 (instrumental) — 3:50

В версии на аудиокассете есть только одна композиция Dunluce (вторая по счёту).

### Бонусные треки на диске2002 года
1. Emerald (Скотт Горэм, Брайан Доуни, Брайан Робертс, Фил Лайнотт) — 4:06 (B-side to «After the War»)
2. Over the Hills and Far Away (live) — 10:16
3. Military Man (live) (Фил Лайнотт) — 6:26
4. Wild Frontier (live) — 5:01

## Участники записи
- Гэри Мур — гитара, вокал
- Нейл Картер — клавишные, бэк-вокал
- Боб Дейсли — бас-гитара
- Кози Пауэлл — ударные
- Дон Эйри — клавишные (The Messiah Will Come Again, Running from the Storm, This Thing Called Love)
- Лоренс Коттл — бас-гитара (The Messiah Will Come Again)
- Чарли Морган — ударные (After the War)
- Саймон Филлипс — ударные (Speak for Yourself, Blood of Emeralds)
- Брайан Дауни — ударные (Emerald)
- Крис Томпсон — бэк-вокал (After the War, Led Clones, Ready for Love), скрипка (Led Clones)
- Оззи Осборн — вокал (Led Clones), бэк-вокал (Speak For Yourself)
- Эндрю Элдрич — бэк-вокал (After the War, Speak for Yourself, Blood of Emeralds)
- Сэм Браун — бэк-вокал (Ready for Love)
- Мириам Стокли — бэк-вокал (Ready for Love)

## Места в чартах
| год  | чарт                     | позиция |
| ---- | ------------------------ | ------- |
| 1989 | German Albums Chart      | 2       |
| 1989 | Finnish Albums Chart     | 3       |
| 1989 | Norwegian Albums Chart   | 3       |
| 1989 | Swedish Albums Chart     | 3       |
| 1989 | Swiss Albums Top 100     | 3       |
| 1989 | New Zealand Albums Chart | 14      |
| 1989 | Japanese Albums Chart    | 16      |
| 1989 | Dutch MegaCharts         | 17      |
| 1989 | UK Albums Chart          | 23      |
| 1989 | Billboard 200 (US)       | 114     |

| Хит-парад (1989)       | Позиция |
| ---------------------- | ------- |
| Европа (Music & Media) | 75      |

| год  | сингл            | чарт                        | позиция |
| ---- | ---------------- | --------------------------- | ------- |
| 1989 | «After the War»  | Norwegian Singles Chart     | 4       |
| 1989 | «After the War»  | Finnish Singles Chart       | 5       |
| 1989 | «After the War»  | Swedish Singles Chart       | 12      |
| 1989 | «After the War»  | Irish Singles Chart         | 14      |
| 1989 | «After the War»  | Swiss Singles Top 100       | 17      |
| 1989 | «After the War»  | New Zealand Singles Chart   | 36      |
| 1989 | «After the War»  | UK Singles Chart            | 37      |
| 1989 | «Ready for Love» | Mainstream Rock Tracks (US) | 13      |
| 1989 | «Ready for Love» | Finnish Singles Chart       | 26      |
| 1989 | «Ready for Love» | UK Singles Chart            | 56      |

## Синглы
- After the War (декабрь 1988)
- Ready for Love (март 1989)
- Led Clones (июль 1989)
- Livin' on Dreams (октябрь 1989)